# El Paso
El Paso er en by i den vestlige del af den amerikanske delstat Texas med 620,447 
indbyggere i 2009.
Byens navn betyder på spansk "passet".
El Paso ligger ved floden Rio Grande. På den anden side af floden, som udgør grænsen mellem Mexico og USA, ligger den mexicanske by Ciudad Juárez, hvis navn oprindeligt var El Paso del Norte (det nordlige pas).
Byen er grundlagt i 1859, men i århundreder forud for dette har der været fast bebyggelse på stedet.